# Proceratophrys carranca
Proceratophrys carranca es una especie de anfibio anuro de la familia Odontophrynidae.

## Distribución geográfica
Esta especie es endémica de Minas Gerais en Brasil. Fue descubierto en Buritizeiro a 654 m sobre el nivel del mar.

## Descripción
Los machos miden de 31.6 a 39.9 mm.

## Publicación original
- Godinho, Moura, Lacerda & Feio, 2013 : A new species of Proceratophrys (Anura: Odontophrynidae) from the middle Sao Franciso River, southeastern Brazil. Salamandra, vol. 49, n.º 2, p. 63-73[2]